# Próba złota

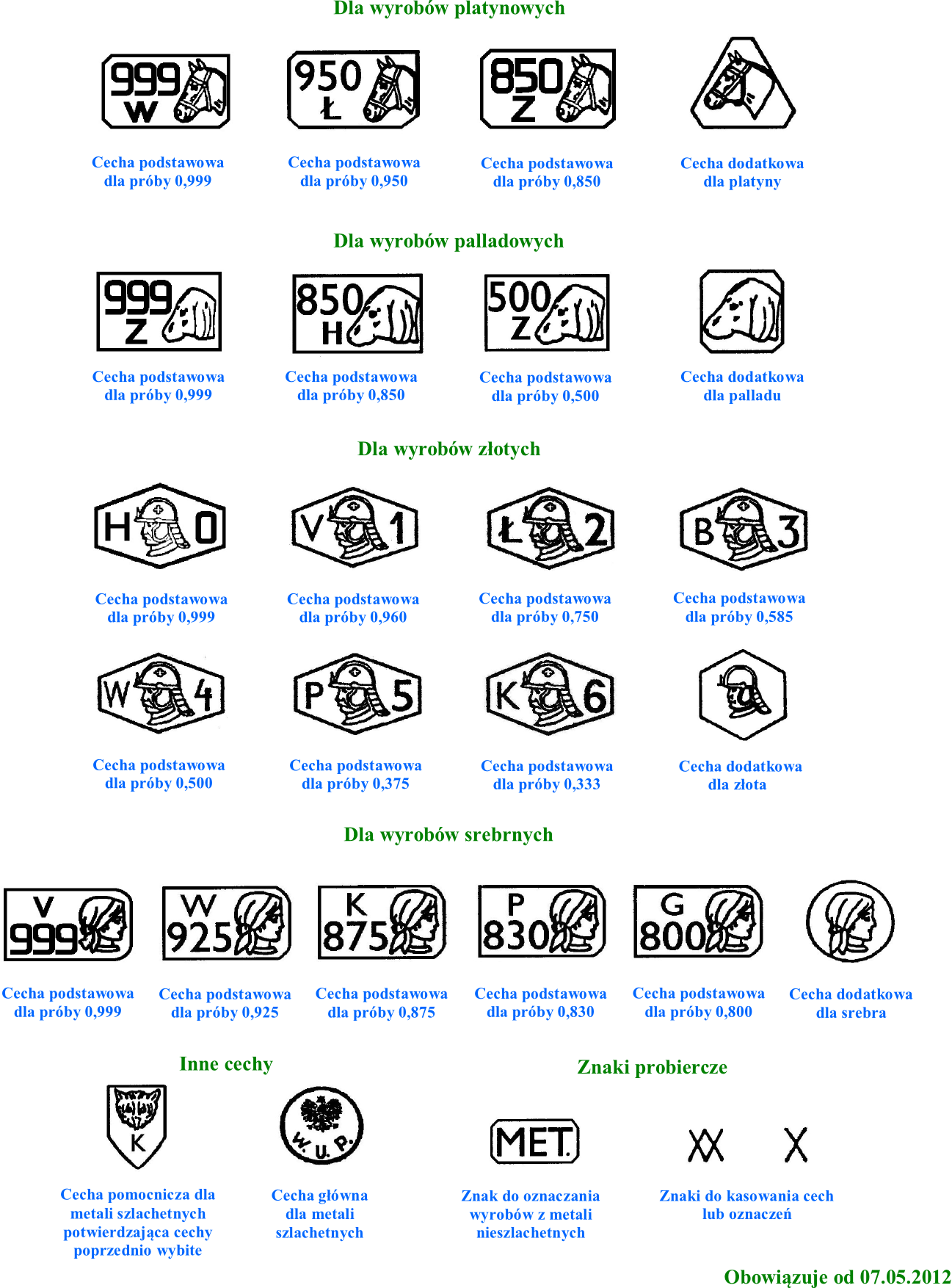
Tabela polskich cech probierczych obowiązujących od 7 maja 2012 r.

Próba złota – sposób określenia zawartości złota w stopie wyrażonej w promilach, np. jeśli stop zawiera 50% czystego złota, jest ono próby 500.
Czyste złoto jest bardzo miękkie, dlatego domieszkowane jest innymi metalami, aby zwiększyć trwałość wyrobów z niego wykonanych. W celu standaryzacji ilości złota w stopie wprowadzono tzw. próby złota:
- 0 – próba 999 zawiera 99,9% czystego złota
- 1 – próba 960 zawiera 96,0% czystego złota
- 2 – próba 750 zawiera 75,0% czystego złota
- 3 – próba 585 zawiera 58,5% czystego złota
- 4 – próba 500 zawiera 50,0% czystego złota
- 5 – próba 375 zawiera 37,5% czystego złota
- 6 – próba 333 zawiera 33,3% czystego złota.

W Polsce oznaczanie prób złota reguluje Rozporządzenie Ministra Gospodarki z dnia 31 maja 2012 r. w sprawie wyrobów z metali szlachetnych.
Ilość złota w stopie określa się też w karatach, gdzie 1 karat to 1/24 zawartości wagowej złota w tym stopie:
- 24-karatowe – próba 1000 (z definicji, w rzeczywistości znajdujące się w handlu monety bulionowe zawierają do 99,999% złota)
- 23-karatowe – próba 958
- 22-karatowe – próba 916
- 18-karatowe – próba 750
- 14-karatowe – próba 585
- 12-karatowe – próba 500
- 10-karatowe – próba 417
- 9-karatowe – próba 375
- 8-karatowe – próba 333.

W Polsce istnieje wymóg znakowania biżuterii złotej, która jest wprowadzana na rynek krajowy i ma wagę przekraczającą 1 gram.